# Моро, Рауль
Рау́ль Мо́ро Преско́ли (исп. Raúl Moro Prescoli; род. 5 декабря 2002, Абрера, Каталония) — испанский футболист, нападающий нидерландского клуба «Аякс».

## Клубная карьера
Начинал заниматься футболом в клубе «Химнастик Манреса», после чего перебрался в «Эспаньол». В 2018 году перешёл в юношескую команду «Барселоны». В игровом плане Моро часто брал игру на себя, в связи с чем не вписывался в основную тактику клуба — тики-таку. Поэтому в клубе он пробыл только один сезон.
В конце лета 2019 года перешёл в итальянский «Лацио». Сумма трансфера составила около 8 миллионов евро. В римском клубе выступал за юношескую команду. В одном из тренировочных матчей против основного состава «Лацио» Моро настолько впечатлил главного тренера Симоне Индзаги, что вторую половину встречи доигрывал за основной состав. Затем испанский нападающий периодически стал привлекаться к тренировкам с главной командой.
20 июля 2020 года дебютировал в составе «Лацио» в матче чемпионата Италии против «Ювентуса». Моро появился на поле на 89-й минуте вместо Мануэля Ладзари.
15 июля 2025 года перешёл в амстердамский «Аякс», подписав пятилетний контракт до середины 2030 года. 10 августа дебютировал в Эредивизи в домашнем матче против «Телстара» (2:0), выйдя в стартовом составе.

## Карьера в сборных
Дебютировал в составе юношеской сборной Испании 16 января 2019 года в товарищеской игре с Италией. Моро вышел на замену во втором тайме вместо Хермана Валеры.

## Статистика выступлений

### Клубная статистика
| Выступление      | Выступление      | Выступление      | Лига | Лига | Кубки | Кубки | Конт. кубки | Конт. кубки | Итого | Итого |
| Клуб             | Лига             | Сезон            | Игры | Голы | Игры  | Голы  | Игры        | Голы        | Игры  | Голы  |
| ---------------- | ---------------- | ---------------- | ---- | ---- | ----- | ----- | ----------- | ----------- | ----- | ----- |
| Лацио            | Серия A          | 2019/20          | 1    | 0    | 0     | 0     | 0           | 0           | 1     | 0     |
| Лацио            | Итого            | Итого            | 1    | 0    | 0     | 0     | 0           | 0           | 1     | 0     |
| Всего за карьеру | Всего за карьеру | Всего за карьеру | 1    | 0    | 0     | 0     | 0           | 0           | 1     | 0     |